# NGC 2695
NGC 2695 (другие обозначения — MCG 0-23-10, ZWG 5.25, PGC 25003) — линзообразная галактика (S0) в созвездии Гидры. Открыта Уильямом Гершелем в 1785 году.
Галактика удалена на 35 мегапарсек от Млечного Пути и довольно быстро вращается. Её начальная функция масс меняется в зависимости от радиуса галактики, в среднем параметр {\displaystyle \alpha } для галактики составляет 1,9. Возраст звёздного населения в центре составляет 13,7 миллиардов лет.
Этот объект входит в число перечисленных в оригинальной редакции «Нового общего каталога».
Галактика NGC 2695 входит в состав группы галактик NGC 2708. Помимо NGC 2695 в группу также входят NGC 2699, NGC 2706 и NGC 2708.